# Fyrirsögn ok Formáli
Il Fyrirsögn ok Formáli ("intestazione e prologo"), spesso conosciuto solamente come Formáli, è la primissima parte dell'Edda in prosa, l'opera dello scrittore islandese Snorri Sturluson.
(Snorri Sturluson - Edda in prosa - Fyrirsögn ok Formáli)
Lo scopo di questo prologo è una sorta di introduzione al lettore, per informarlo sulla storia del mondo secondo la Bibbia e spiegare come nell'Europa settentrionale sorse la fede nelle divinità pagane. Egli utilizza insieme fonti bibliche e classiche: tratta di Adamo ed Eva, del Diluvio universale, della torre di Babele e di Zoroastro, e spiega come gli uomini dimenticarono la fede nel vero Dio e passarono ad adorare una moltitudine di divinità; tratta poi del regno di Saturno, antico re di Creta a cui erano attribuiti sapienza esoterica e poteri magici, e dei sovrani che regnarono nella città omerica di Troia.
Snorri utilizza, secondo l'uso della storiografia medievale, l'interpretazione evemeristica. Gli Æsir furono un potente popolo originario di Troia. Guidati dal loro re Odino, raggiunsero in seguito i paesi del nord, dove vennero adorati come dèi dalla popolazione ignorante e superstiziosa.
Bisogna comunque aggiungere che tra questa prima parte e i rimanenti libri dell'Edda vi sono numerose discrepanze stilistiche, linguistiche e testuali che hanno indotto alcuni autori a ritenere che a redigere il Prologo non fu Snorri ma forse qualche erudito posteriore .